# The Last Poets
The Last Poets – grupa poetów i muzyków, wywodzących się z istniejącego w latach 60. z afroamerykańskiego ruchu czarnego nacjonalizmu. Ich nazwa pochodzi z wiersza autorstwa rewolucjonistycznego pisarza z RPA o imieniu Keorapetse Kgositsile, którzy wierzył, iż żyje w ostatnim pokoleniu poezji zanim przemoc przejmie władzę. Grupa została utworzona 19 maja 1968 roku w urodziny Malcolma X na wschodnim Harlemie w Nowym Jorku.

## Wybrana dyskografia
- The Last Poets LP (1970)

(Poeci: Abiodun Oyewole, Alafia Pudim vel Jalal Mansur Nuriddin, Omar Bin Hassan)
- This Is Madness (1971)

(Poeci: Alafia Pudim a.k.a. Jalal Mansur Nuriddin i Omar Bin Hassan)
- Chastisement (1973)

(Poets: Jalal Mansur Nuriddin i Sulieman El-Hadi)
- The Hustlers Convention (1973)

(Poeci: Lightnin' Rod, znany jako Jalal Mansur Nuriddin)
- At Last (1974)

(Poeci: Jalaluddin Mansur Nuriddin, Sulieman El-Hadi i Omar Bin Hassan)
- Delights of the Garden (1976)

(Poeci: Jalaluddin Mansur Nuriddin i Sulieman El-Hadi)
- Oh, My People (1984)

(Poeci: Sulieman El-Hadi i Jalaluddin Mansur Nuriddin)
- Freedom Express (1988)

(Poeci: Sulienman El-Hadi i Jalaluddin Mansur Nuriddin)
- Scatterap / Home (1994)

(Poeci: Sulieman El-Hadi i Jalaluddin Mansur Nuriddin)
- Holy Terror (1995)

(Poeci: Abiodun Oyewole i Umar Bin Hassan)
- Science Friction (2004)

(Poeci: Jalaluddin Mansur Nuriddin, znany jako Jalal)

## Książki
- Vibes from the scribes – Pluto Press 1985
- Wstęp do "Ordinary Guy" napisał Mark T. Watson (znany jako Malik Al Nasir) – Fore-Word Press Ltd. 2004

## Filmy
- 1971 – Right On!: Poetry on Film (Original Last Poets). Reżyseria Herbert Danska.